# SoftBank 931SC
OMNIA POP SoftBank 931SC（オムニア ポップ ソフトバンク きゅう さん いち エスシー）は、韓国のサムスン電子が開発した、ソフトバンクモバイルの第3世代携帯電話（SoftBank 3G・W-CDMA方式）端末である。

## 特徴
2008年冬モデルで登場した930SCをベースに、よりコンパクトにして、黒基調の前面デザインと円形の決定キーがアクセントとなった、ポップなデザインとカラーの端末である。一見するとスライド型端末（過去の同社製705SC等）のような印象を受けるが、テンキーがない、感圧式フルタッチパネル採用のストレート式である。
メインディスプレイには、930SCよりも0.24インチ小さい、3.06インチのワイドVGA液晶を搭載。これにより、端末の長さは、約4mm、幅は約7.2mm小さくなっている。さらに質量も、約15.6g軽くなった。930SCと同様に、ほぼ全ての操作は、このディスプレイ上をタッチして行う。
930SCの大きな特徴であった大容量8GB内蔵メモリは搭載されず、150MBという平均的な容量の内蔵メモリを搭載している。また、サブカメラも顔認証とテレビ電話機能用となっていて、「自分撮り」には利用不可となっている。
タッチパネルを利用し、撮った写真にらくがきのように絵を描いたり、動きを付けたりする「お絵かきアニメ」機能が付いている。
その他、主な機能やサービスは、930SCと同様である。FelicaやGPSは付いていない。

## 主な機能・サービス
| 主な対応サービス         | 主な対応サービス                | 主な対応サービス     | 主な対応サービス |
| ------------------------ | ------------------------------- | -------------------- | ---------------- |
| S!一斉トーク             | S!ともだち状況                  | Yahoo!mocoa          |                  |
| S!ループ                 | S!タウン                        | S!速報ニュース       |                  |
| PCサイトブラウザ         | 電子コミック                    | S!アプリ             |                  |
| 着うたフル／着うた       | デコレメール                    | S!電話帳バックアップ |                  |
| S!FeliCa                 |                                 | S!GPSナビ            |                  |
| コンテンツおすすめメール | TVコール                        | 世界対応ケータイ     |                  |
| ワンセグ                 | 3G ハイスピード 下り最大7.2Mbps | S!おなじみ操作       |                  |

## 歴史
- 2009年5月19日 - ソフトバンクモバイルが公式発表
- 2009年6月19日 - 発売開始。
- 2009年11月28日 - 新色「モダンブラック」と「ブライトレッド」を追加。